# 楊達 (隋)
楊 達（よう たつ、大統14年（548年） - 大業8年5月4日（612年6月7日））は、中国の隋の皇族。字は叔荘。楊雄の弟にあたる。武則天の母方の祖父。曾孫の楊知慶の娘は唐の粛宗の生母。

## 経歴
楊紹の子として生まれた。北周に仕えて、儀同・内史下大夫となり、遂寧県男に封ぜられた。開皇元年（581年）、隋が建国されると、給事黄門侍郎となり、爵位は子爵に進んだ。吐谷渾が隋の西辺を侵すと、上柱国元諧が元帥として征討にあたり、楊達がその下で司馬をつとめた。帰還すると、楊達は吏部侍郎を兼ね、開府儀同三司の位を受けた。1年あまりして、内史侍郎に転じ、鄯州刺史・鄭州刺史・趙州刺史を歴任した。開皇16年（595年）、工部尚書に抜擢され、上開府の位を加えられた。楊素は、「君子の顔と君子の心を合わせ持つのは、楊達のみである」と評した。
仁寿2年（602年）9月、黄河沿岸の諸州で洪水が発生すると、楊達はその救援にあたった。10月、納言に転じた。大業元年（605年）、楊素や宇文愷らとともに東都洛陽の建設にあたり、営東都副監をつとめた。大業8年（612年）、高句麗遠征において、右武衛将軍となり、位は左光禄大夫に進んだ。同年5月、軍中で死去した。享年は65。吏部尚書・始安侯の位を追贈された。諡は懿といった。

## 伝記資料
- 『隋書』巻四十三 列伝第八
- 『北史』巻七十一 列伝第五十九